# Хюландер, Андерс
Андерс Хюландер (швед. Anders Hylander; 6 ноября 1883, Эстад — 10 февраля 1967, Стокгольм) — шведский гимнаст, чемпион летних Олимпийских игр 1912 года в командном первенстве по шведской системе.